# Karl Julius Hartmann
Karl Julius Hartmann (* 9. März 1893 in Homberg; † 7. März 1965 in Göttingen) war ein deutscher Mediziner und Direktor der Niedersächsischen Staats- und Universitätsbibliothek Göttingen.
Er studierte nach der Reifeprüfung in Hannoversch Münden ab 1911 – mit Unterbrechungen durch den Militärdienst von 1914 bis 1919 – evangelische Theologie, Medizin und Philosophie in Tübingen, München, Berlin und Göttingen. Seit 1913 war er Mitglied der Burschenschaft Frisia Göttingen. 1914 wurde er an der Universität Erlangen mit einer Arbeit über Schopenhauer bei Richard Falckenberg zum Dr. phil. promoviert. 1919 folgte die Promotion zum Dr. med. an der Universität Marburg.
Nach dem erfolglosen Versuch, sich in Holland und der Schweiz als Arzt niederzulassen, trat Hartmann 1922 an der Universitätsbibliothek Münster in den Bibliotheksdienst ein und legte 1923 die bibliothekarische Fachprüfung ab. Nach Stationen in Münster, Königsberg und Göttingen wurde er 1934 zum Direktor der Universitätsbibliothek Münster und 1935 zum Direktor der Universitätsbibliothek Göttingen berufen. Ab 1938 war er auch Honorarprofessor der Universität Göttingen, und von 1939 bis 1963 als Sekretär der Göttinger Akademie der Wissenschaften tätig.
Hartmann trat 1933 in die NSDAP ein. Während des Nationalsozialismus war er neben seiner Tätigkeit als Direktor in Göttingen auch kommissarischer Leiter der Universitätsbibliothek in Straßburg (1942–1945) und Mitglied des Reichsbeirates für das Bibliothekswesen (1942–1944). In seine Amtszeit in Göttingen fallen Entlassungen, Zwangspensionierungen und Nutzungsverbote für jüdische und politisch unliebsame Mitarbeiterinnen und Mitarbeiter der Bibliothek. 1948 wurde er im Zuge der Entnazifizierung als Mitläufer eingestuft und konnte sein Amt als Bibliotheksdirektor daher fortführen.
Hartmann wirkte bis zum Eintritt in den Ruhestand 1958 als Direktor in Göttingen. Zudem wurde er als einziges ehemaliges Mitglied des Reichsbeirates 1950 auch in den neugegründeten Bibliotheksausschuss der Deutschen Forschungsgemeinschaft gewählt. In seiner Amtszeit wurden zahlreiche wichtige Neuerungen in der SUB Göttingen umgesetzt oder fertiggestellt, zum Beispiel die Umstellung auf Individualsignaturen, ein neuer systematischer Zettelkatalog und die Überarbeitung des Schlagwortkatalogs.

## Schriften
- Der Pessimismus Schopenhauers und seine Beziehungen zu verwandten Strömungen in der Philosophie. Eine historisch-kritische Untersuchung. Haensch, Göttingen 1915 (Dissertation Universität Erlangen) (Digitalisat) (mit Lebenslauf).
- Die Häufigkeit des Abortes. Ein statistischer Beitrag aus der Universitätsfrauenklinik in Marburg. Dissertation Universität Marburg 1919.
- Soziologie. Hirt, Breslau 1933.
- (Hrsg., mit Hans Füchsel): Geschichte der Göttinger Universitäts-Bibliothek. Verfaßt von Göttinger Bibliothekaren. Vandenhoeck & Ruprecht, Göttingen 1937.
- Die sippenkundliche Literatur in der Universitäts-Bibliothek Göttingen. Häntzschel, Göttingen 1937.
- Vier Dokumente zur Geschichte der Universitäts-Bibliothek Göttingen (Chr. G. Heyne 1768.1810. Jacob Grimm 1829.1833). Häntzschel, Göttingen 1937.
- Das Problem der Institutsbibliotheken. In: Zentralblatt für Bibliothekswesen, Bd. 56 (1939), S. 17–37.
- Die Universitäts- und Landesbibliothek Straßburg nach der Wiedervereinigung mit dem Reich. In: Zentralblatt für Bibliothekswesen, Bd. 59 (1942), S. 441–452.